# フランスの大量破壊兵器
フランスの大量破壊兵器（フランスのたいりょうはかいへいき）では、フランスが保有する（過去に保有していた）大量破壊兵器について記載する。
フランスは第二次世界大戦の勃発まではマリ・キュリーとピエール・キュリー夫妻の物理研究、アンリ・ベクレル博士らのウラニウム放射能の研究など、核物理研究で世界先端を行く国であった。核兵器開発は当時大戦の勃発直後から進められていたが、ナチス・ドイツのフランス侵攻によりフランス本土はドイツの占領下におかれ、研究者達は亡命し計画は停滞した。戦後、計画は再始動し商業利用を念頭に基礎研究から再開した。
1954年の第一次インドシナ戦争や1956年のスエズ動乱で、自国の軍事力と外交力の致命的貧弱さに気付いた政治及び軍事指導者層は、他国頼みではなく自らの政府が自由に使える核兵器の重要性に注目した。その後、紆余曲折を経て1960年に世界で4番目の核爆発実験に成功した。ド・ゴール政権の下、対米追従から脱却を図るための独自外交を推し進めるフランスにとり核兵器は外交姿勢上の担保となった。
フランスは部分的核実験禁止条約をこれまで批准していなかった。そして米英ソに遅れていた核兵器技術を進めるために、核実験を継続していた。しかし、1996年1月28日に当時の大統領ジャック・シラクは、「フランスはこれ以上の核実験は行わない」と発言、同年9月に国連総会にて採択された包括的核実験禁止条約に調印した。
現在、フランスは生物化学兵器の保有を否定しており、1984年に生物兵器禁止条約（BWC）、1995年に化学兵器禁止条約（CWC）を批准した。また、ジュネーヴ議定書 (1925年)も批准した。
現在、フランスの核兵器保有量は約350個程度とされ、米露に次ぐ世界第3位である。

## 核兵器

### 第二次世界大戦中の原子爆弾開発計画
フランスは第二次世界大戦勃発直後、ノルウェーから重水を調達していたが、ドイツ軍の進攻とそれに伴う占領で計画は中断された。そしてナチス・ドイツやヴィシー政権の支配から亡命してきた多数のフランス人科学者がイギリス、カナダの原子爆弾開発計画やアメリカのマンハッタン計画に参加した。

### 次世代エネルギーとしての原子力開発
第二次世界大戦の終戦後、帰国した亡命科学者たちはシャルル・ド・ゴール首相に次世代エネルギーとなりえる原子力開発を進言した。これをうけて政府内に原子力委員会と引き続いてフランス原子力庁が創設された。ド・ゴール辞任後の社会党政権下でも引き続いて研究が進められた。
1948年12月15日に初めての重水炉が稼動し、翌1949年には微量のプルトニウムを抽出した。
原子力開発計画は3次にわたり進められ、
- 原子力開発第一次計画（1948年～1952年）

1. 1952年7月 - 第1号実験用原子炉（5kW）がシャティヨンで完成。
2. 1952年7月 - 第2号実験用原子炉（1,500kW）がサクレーで完成。

- 原子力開発第二次計画（1953年～1957年）

1. 1956年1月 - 発電用炉第1号機 G-1（5,000kW）が完成
2. 1957年 - 発電用炉第2号機 G-2がマルクールで完成（稼動は翌年から）

- 原子力開発第三次計画（1958年～1962年）

1. 1958年 - 発電用炉第3号機 G-3がマルクールで完成（稼動は翌年から）

発電用炉3号機をもって原子爆弾製造への転用が可能となり、1958年にはフランスのプルトニウム生産量は年間で40kgに達した。

### 核兵器の完成までの道程
1950年12月にシャルル・アイユレ大佐は、陸軍大学校で講演した際に「核兵器は将来、戦の鍵になる」と強調し、1951年11月にアイユレは参謀本部内に特殊兵器課を創設し、大量殺戮兵器（核兵器・生物兵器・化学兵器）に対する部隊防護を中心とした研究・調整を行なった。課員にはアイユレ大佐、モーリス・シャール空軍少将、ピエール・ガロワ将軍（後に、初核爆発実験の責任者となり、フランス原爆の父と呼ばれる。）等が参加していた。1952年3月、特殊兵器課は「核兵器の開発が戦費圧縮にも国家経済的にも優れており、この開発は急務である」との報告書を提出したが、政府は半信半疑であった。
1952年、原子力庁担当大臣フェリックス・ガイヤールが、プルトニウム原子炉5カ年計画を可決させた。
1953年以降、アメリカの軍事戦略は核兵器の使用を前提とするようになり、1954年11月のNATO理事会で、一方的にアメリカが決定権を持つ戦略を承認させた。これに対して、同年12月ルネ・プレヴァン国防大臣は上院で「NATOには西ドイツの参加を必要とする」と発言してアメリカを牽制した。プレヴァンは1954年に核兵器保有構想を打ち出し、既に政界を引退していたド・ゴールも4月の記者会見でこれを同意した。
1954年10月、ピエール・マンデス＝フランス首相は核爆発委員会の設置を表明し、原子力庁内に軍事応用部を設けた。マンデス首相は12月26日に「核兵器を保有する国は他国に比べて国際外交上有利である」発言している。
1955年3月1日、イギリスのチャーチル首相が水爆の製造計画を発表すると、同年3月16日にフランスのエドガール・フォール首相も独自または他の欧州諸国と組んで水爆を製造すると発表。しかし猛反発にあい、同年4月に発言を撤回した。
前年の1954年6月に、ディエンビエンフーの戦いをめぐって米仏間で原爆投下が協議されたが、これをイギリスのウィンストン・チャーチル首相に一蹴され、1956年11月のスエズ動乱でもソ連のニキータ・フルシチョフ書記長の核兵器の恫喝により撤兵のやむなきに至った。そのためフランス指導者層は核兵器の政治的威力を知り、アイユレ大佐のように公然と核武装を唱える者が現れ、ミクシェ中佐は過去の戦史に照らし合わせて研究し、核武装の必要性を訴えた。
1956年、西ドイツの再軍備とスエズ動乱の失敗をうけて、ギー・モレ首相は原爆実験と核融合研究の実施を決定する。これにより同年11月30日に原子力庁、国防省、財政経済省間で協定を結び、核兵器開発の推進、核センターの創設、アイソトープ分離工場の建設が決定された。12月5日、ポール・エリー参謀総長を長とする原子力軍事応用委員会が発足し、核兵器研究開発群が創設された。
同年中には、イスラエルとの間で原子力開発の秘密協定が結ばれ、ディモナに原子炉を建設することが合意された。1957年3月に設立された欧州原子力共同体では商業利用の問題とは別に、イタリアと西ドイツ間で秘密裏に核兵器開発をするように密約が交わされた。西ドイツのコンラート・アデナウアー首相が「ヨーロッパ自身の核兵器を保有したい」と発言したが、これは問題発言とされ撤回された。
1957年5月、フランス領アルジェリアのサハラ砂漠にあるレガーヌに実験場が定められ、爆発実験日は1960年上半期の予定で進められた。
スプートニク・ショックで生じたミサイルギャップを埋めるため、アメリカのジョン・フォスター・ダレス国務長官は、1958年7月5日に第五共和制大統領に就任したばかりのド・ゴールと会談して、「ミサイル基地（IRBM基地）と核弾頭貯蔵庫をフランス国内に設置することを求め、引き換えに原子力潜水艦用原子炉と濃縮ウランを提供する」ことを申し入れた。しかし、核の使用命令者について交渉は難航し挫折した。その後、一連のフランスによる核兵器開発計画が明らかになったために、1959年9月にアメリカは、フランス企業向けの商業利用目的の原子力技術とロケット研究及びフランス軍備計画への協力を禁止し、企業間契約は総て破棄された。

### 核実験
フランスは、1960年から1996年までの間に核実験を210回実施した。このうち17回はアルジェリア中のサハラ砂漠で実施、193回は仏領ポリネシアで実施された。

#### サハラ実験場
初の核実験は1960年2月13日、サハラ砂漠のマリ共和国国境に近いレガーヌにあるサハラ軍実験センターで実施され、「ジェルボアーズ・ブルー」（青いトビネズミ）と名づけられたプルトニウム型実験弾頭の爆発は成功した。この第1回実験にまで要した経費は総額3億6000万ドルとされる。1960年12月27日の第3回実験では日本、ソ連、エジプト、モロッコ、ナイジェリア及びガーナが抗議した。
1962年3月19日にエヴィアン協定が結ばれ、同年7月5日にはアルジェリアが独立した。フランス軍の大部分の部隊と軍事施設の撤退が決まったが、独立後15年間はフランス軍の駐留が認められたので、1961年11月7日から1966年2月16日まではタマンラセットの北150kmにあるエッカー実験場で地下核実験が行なわれた。これと並行して南太平洋にあるムルロア環礁の実験施設の整備も進め、逐次機能を移転してゆく。1967年7月1日までにアルジェリアに所在したフランスの核施設は撤収した。
1962年5月1日にエッカー実験場での地下核実験で想定より大きな核爆発が起きて爆風が噴出し、
実験に立ち合っていたピエール・メスメル国防相とガストン・パレフスキー科学研究・核担当相をはじめ約2000人の関係者が被曝した。特に、第621特別技術群の兵士9人が600mSvの被曝をした。他の兵士やアルジェリア人労働者100人も推測50mSv程度の放射線に被曝したと推定されている。

#### ポリネシア実験場
サハラ実験場に続く核実験は、太平洋実験センター（1966年〜1996年）で行われた。フランス政府は当初、核実験にアルジェリアのサハラ砂漠を選択していたにもかかわらず、フランス領ポリネシアのタヒチ島にファアア国際空港を建設することを決定し（1960年に開港）、観光という公式説明では正当化されないほどの資金と資源を費やした。最初のサハラ実験が行われる2年前の1958年までに、フランスはアルジェリアとの潜在的な政治問題と地上実験禁止の可能性から、再び新しい実験場探しを始めていた。アルプス山脈、ピレネー山脈、コルシカ島での地下核実験だけでなく、多くのフランス領海外の島々が調査されたが、フランス本土のほとんどに問題があることを技術者たちは発見した。
1962年までに、フランスはアルジェリア民族解放戦線との交渉の中で、1968年までサハラ実験場として保持することを望んだが、アルジェリアでは行えない水素爆弾の地上実験も行えるようにする必要があると判断した。同年、フランスの海外県・海外領土のフランス領ポリネシアのムルロア環礁とファンガタウファ環礁が選ばれた。シャルル・ド・ゴール大統領は1963年1月3日、ポリネシアの弱体な経済にとって有益であるとして、この決定を発表した。ポリネシアの人々や指導者たちはこの選択を広く支持したが、核実験が始まってからは、特にポリネシアの分離主義者の間で物議を醸すようになった。
1966年から1996年まで、ポリネシアでは合計193回の核実験が行われた。1968年8月24日、フランスはファンガタウファ環礁で、初の熱核兵器（コードネーム：カノープス）を爆発させた。核分裂装置が高濃縮ウランのジャケット内のリチウム6重水素化物の二次核に点火して、2.6メガトンの爆風を発生させた。
| 地域       | 実験場               | 大気圏 | 地下 | 合計 |
| ---------- | -------------------- | ------ | ---- | ---- |
| サハラ砂漠 | レガーヌ実験場       | 4      |      | 4    |
| サハラ砂漠 | エッカー実験場       |        | 13   | 13   |
| ポリネシア | ムルロア環礁         | 41     | 137  | 178  |
| ポリネシア | ファンガタウファ環礁 | 5      | 10   | 15   |
| 合計       |                      | 50     | 160  | 210  |

| 回次 | 年月日     | 場所                 | 爆発力                  | 他                                                     |
| ---- | ---------- | -------------------- | ----------------------- | ------------------------------------------------------ |
| 1    | 1960.2.15  | レガーヌ実験場       | 70キロトン              | プルトニウム原爆。大気圏実験                           |
| 2    | 1960.4.1   | レガーヌ実験場       | 60～70キロトン          | プルトニウム原爆（小型化）。大気圏実験                 |
| 3    | 1960.12.27 | レガーヌ実験場       | 60～70キロトン          | 大気圏実験                                             |
| 4    | 1961.4.25  | レガーヌ実験場       | 60～70キロトン          | これをもって爆撃機用原爆完成、生産開始。大気圏実験     |
| 5    | 1962.5.7   | エッカー実験場       | 60～70キロトン          | 地下実験                                               |
| 6    | 1966.7.2   | ムルロア環礁         | 20～40キロトン          | プルトニウム戦術原爆、実験施設の能力確認               |
| 7    | 1966.7.19  | ムルロア環礁         | 40～80キロトン          | ミラージュ4により投下                                  |
| 8    | 1966.7.20  | ムルロア環礁         | 40～80キロトン          | 航空機投下による不爆発安全性の確認、核反応は起こさず   |
| 9    | 1966.9.20  | ムルロア環礁         | 100～200キロトン        | 強化型原爆、ド・ゴール大統領視察                       |
| 10   | 1966.9.24  | ムルロア環礁         | 130キロトン             | 強化型原爆                                             |
| 11   | 1966.10.4  | ムルロア環礁         | 200～300キロトン        | 強化型原爆、水爆の基礎実験                             |
| 12   | 1967.6.6   | ムルロア環礁         | 低規模                  | 水爆用引き金もしくは戦術用                             |
| 13   | 1967.6.28  | ムルロア環礁         | 低規模                  | 水爆用引き金もしくは戦術用                             |
| 14   | 1967.7.3   | ムルロア環礁         | 低規模                  | 水爆用引き金もしくは戦術用                             |
| 15   | 1968.7.7   | ムルロア環礁         | 中規模                  | U-235原爆もしくはミサイル用弾頭                        |
| 16   | 1968.7.15  | ムルロア環礁         | 中規模                  | 観測位置のズレの修正                                   |
| 17   | 1968.8.3   | ムルロア環礁         | 中規模                  | U-235原爆もしくは戦略ミサイル用弾頭                    |
| 18   | 1968.8.24  | ファンガタウファ環礁 | 2メガトン水爆           | 小型自動車程度の大きさで実用化は先、名称「カノープス」 |
| 19   | 1968.9.8   | ムルロア環礁         | 2メガトンより大きい規模 |                                                        |

## 核戦力整備計画
フランス政府は1960年12月20日に成立した長期軍事力整備計画法に基づいて、第一期計画後概ね5年から6年ごとに長期計画法を定めて核及び通常兵器の整備に努めた。

### 第一期長期軍事力整備計画
期間は1960年度から1964年度まで。核研究開発経費は68.84億フラン、核兵器生産費用は14.63億フラン、合計83.47億フランで、国防費890.26億フランに対して9.3%の比率。
1. サハラ砂漠における核実験（1960年から1962年まで）
2. ミラージュ4戦略爆撃機で構成される空軍第1飛行連隊の編成完結
3. C-135F空中給油機の取得
4. ポラリスSLBMの試作型生産
5. 原子力潜水艦の試作型の建造
6. ランド地中海ミサイル実験場及び太平洋核実験場の建設

### 第二期長期軍事力整備計画
期間は1965年度から1970年度まで。核研究開発経費は255.21億フラン、核兵器生産費用は66.13億フラン、合計321.34億フランで、国防費1445.23億フランに対して22.2%の比率。
1. ミラージュ4戦略爆撃機装備の空軍第2飛行連隊及び第3飛行連隊の編成完結
2. ミラージュ4戦略爆撃機の低空侵入性能の改善
3. 空軍SSBS1個部隊の編成
4. MSBS実験用潜水艦「ジムノート」建造開始
5. ル・ルドゥタブル級原子力潜水艦の1番艦「S611 ル・ルドゥタブル」進水・実験
6. MSBSミサイルの発射実験と発注
7. ロング島（ブルターニュ半島）の原子力潜水艦基地完成
8. ル・ルドゥタブル級原子力潜水艦の2番艦「S612 ル・テリブル」進水・実験
9. ル・ルドゥタブル級原子力潜水艦の3番艦「S610 ル・フードロワイヤン」建造開始
10. 太平洋実験場にて水爆実験
11. 戦術爆撃機用核爆弾の完成
12. 戦術ミサイルの開発

### 第三期長期軍事力整備計画
期間は1971年度から1975年度まで。戦略核装備経費は281.26億フラン、戦術核装備費用は27.63億フラン、合計308.89億フランで、国防費1685億フランに対して18.3%の比率。
1. ミラージュ4戦略爆撃機部隊の維持
2. アプト・セイント・クリストール空軍基地に2個目のSSBS部隊が編成完結
3. 原子力潜水艦3隻就役
4. 水爆実験の継続
5. 陸軍の短距離弾道弾・戦術核「AMX-30プリュトン」実用化
6. 戦術核運搬機SEPECAT ジャギュアとミラージュ3の作戦化

### 第四期長期軍事力整備計画
期間は1977年度から1982年度まで
1. 戦略爆撃機部隊の維持（第一体系）
2. SSBS部隊の維持（第二体系）
3. MSBS部隊の維持（第三体系）
4. 戦術爆撃部隊の維持
5. 戦術ミサイルプリュトンの維持

### 第五期長期軍事力整備計画
期間は1984年度から1988年度まで
1. 第一から第三体系の維持と性能改善
2. 戦術爆撃部隊とプリュトンミサイルの維持
3. 戦術ミサイル「ルデア」の開発

## 21世紀のフランスの核兵器戦略
2006年にジャック・シラク大統領は、フランスはテロリストによる汚い爆弾などのテロ攻撃によって損害を受けた場合、報復にフランス核兵器を使用する可能性について言及した。
2008年3月21日に、ニコラ・サルコジ大統領はフランスの核兵器保有量を3分の1に削減するとした。これによりフランスの核弾頭保有量は300発以下となる見通し。